# Clifford Brown
(Sonny Rollins, riportato in Jazz di Arrigo Polillo, Mondadori, 1975)
Clifford Benjamin Brown (Wilmington, 30 ottobre 1930 – Pennsylvania, 26 giugno 1956) è stato un trombettista statunitense.
Fu uno dei capiscuola dell'Hard bop.
Nonostante la sua carriera sia durata solo 4 anni, Clifford Brown esercitò una notevole influenza sui trombettisti delle generazioni successive, tra cui Lee Morgan, Freddie Hubbard, Booker Little, Woody Shaw, Wynton Marsalis, Nicholas Payton, Arturo Sandoval, Valery Ponomarev.

## Biografia
Ultimo di otto fratelli, iniziò a suonare la tromba, spronato dal padre Joe, all'età di 12 anni e mosse i primi passi nella musica esibendosi con la banda della propria scuola. Il suo primo insegnante curò molto la sua formazione tecnica: uno degli esercizi in cui si cimentava il giovane Clifford consisteva nell'eseguire 32 battute in un solo respiro.
Brown tenne i primi concerti a Filadelfia dove venne subito notato da trombettisti già affermati come Dizzy Gillespie e Fats Navarro. Alla fine degli anni quaranta Brownie, come veniva affettuosamente soprannominato, studiò musica alla Maryland University.
Nel 1952, a ventidue anni, entrò nella formazione di Chris Powell con la quale fece le sue prime registrazioni. Da qui in poi iniziò una rapida ascesa che lo portò a militare nel complesso di Tadd Dameron ad Atlantic City, e in quello del vibrafonista Lionel Hampton nell'autunno del 1953, con il quale intraprese una tournée europea. Licenziato da Hampton per aver compiuto delle registrazioni non permesse dal contratto che li legava, Brownie entrò nella formazione del batterista Art Blakey e, nel 1954, la celebre rivista di jazz DownBeat lo elesse come stella nascente dell'anno.
Brown a metà di quello stesso anno si trasferì in California dove diede origine ad una delle più talentuose e affiatate collaborazioni della storia del Jazz: quella tra lui ed il batterista Hard bop Max Roach. I due formarono un quintetto con il sassofonista Harold Land, che però lasciò presto il posto al tenore di Sonny Rollins, il quale sarebbe dovuto rimanere con quella formazione solo poche settimane, ma che finì per restarvici per un anno a mezzo. Il quintetto, grazie a questi tre musicisti, ottenne subito grande successo proponendo una perfetta sincronia nelle improvvisazioni su tempi sempre molto rapidi e una velocità tecnica erede dei boppers degli anni quaranta. Della loro bravura rimangono molte prove in album come At Basin Street e Plus 4, entrambi del 1956.
Il 26 giugno 1956, a soli venticinque anni, Clifford Brown perse la vita, assieme al pianista del gruppo Richie Powell (fratello di Bud Powell) e a sua moglie, in un incidente stradale mentre viaggiava durante una tournée da Philadelphia a Chicago.

## Discografia
- 1953 - New Star On The Horizon  (Blue Note Records 1953)
- 1954 - Clifford Brown Quartet  (Blue Note Records 1954)
- 1954 - Helen Merrill (EmArcy, 1954)
- 1954 - Brown And Roach Incorporated (Emarcy 1954)
- 1954 - Sarah Vaughan with Clifford Brown  (Emarcy 1954)
- 1954 - Clifford Brown & Max Roach   (Emarcy 1954)
- 1954 - Clifford Brown with Strings   (Emarcy 1955)
- 1954 - Study in Brown  (Emarcy 1955)
- 1954 - The Clifford Brown Ensemble   (Pacific Jazz 1955)
- 1954 - Clifford Brown All-Stars (Emarcy 1956)
- 1954 - Clifford Brown Memorial Album (Blue Note Records 1956)
- 1954 - Clifford Brown & Max Roach At Basin Street (Emarcy 1956)
- 1956 - Sonny Rollins Plus 4 (Prestige Records 1956)
- 1954 - Live at the Bee Hive (CBS 1979)
- 1956 - Pure Genius 1956 recording   (Elektra Records 1982)